# Coptomiopsis razananae
Coptomiopsis razananae är en skalbaggsart som beskrevs av Thierry Bourgoin 1923. Coptomiopsis razananae ingår i släktet Coptomiopsis och familjen Cetoniidae. Inga underarter finns listade i Catalogue of Life.